# Еллерн
Еллерн (нім. Ellern) — громада в Німеччині, розташована в землі Рейнланд-Пфальц. Входить до складу району Рейн-Гунсрюк. Складова частина об'єднання громад Райнбеллен.
Площа — 9,36 км2. Населення становить 906 ос. (станом на 31 грудня 2020).

## Галерея

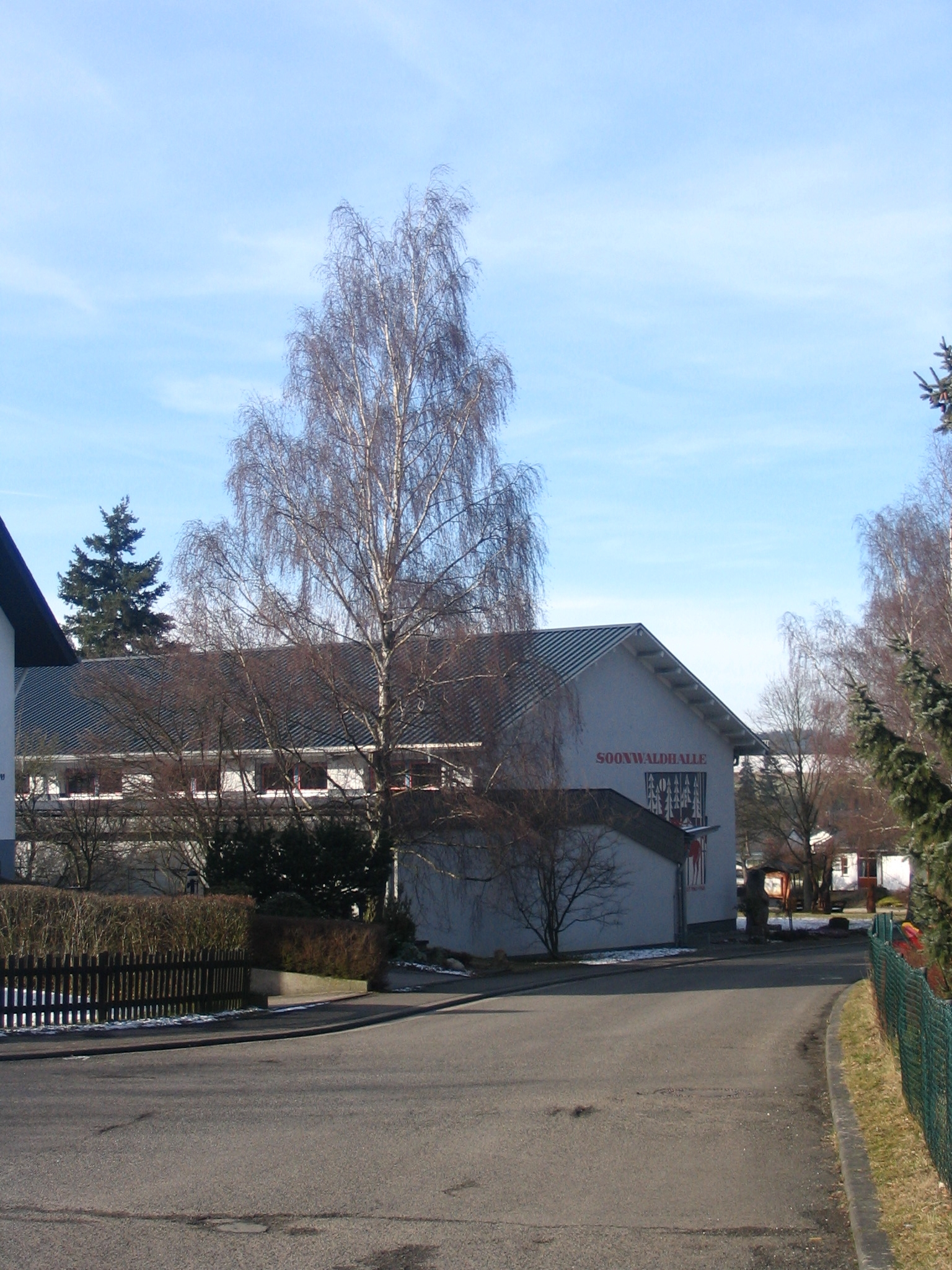
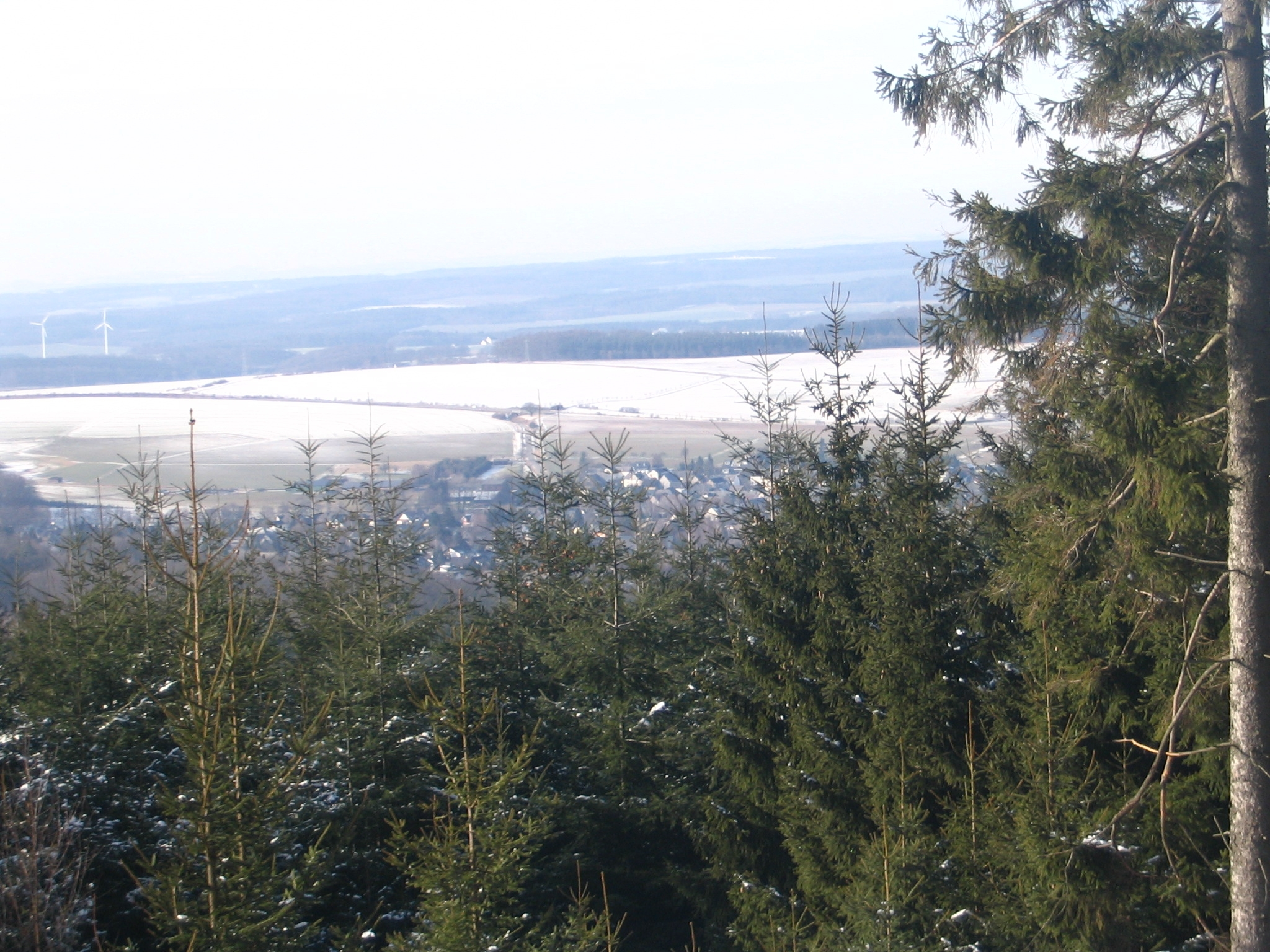
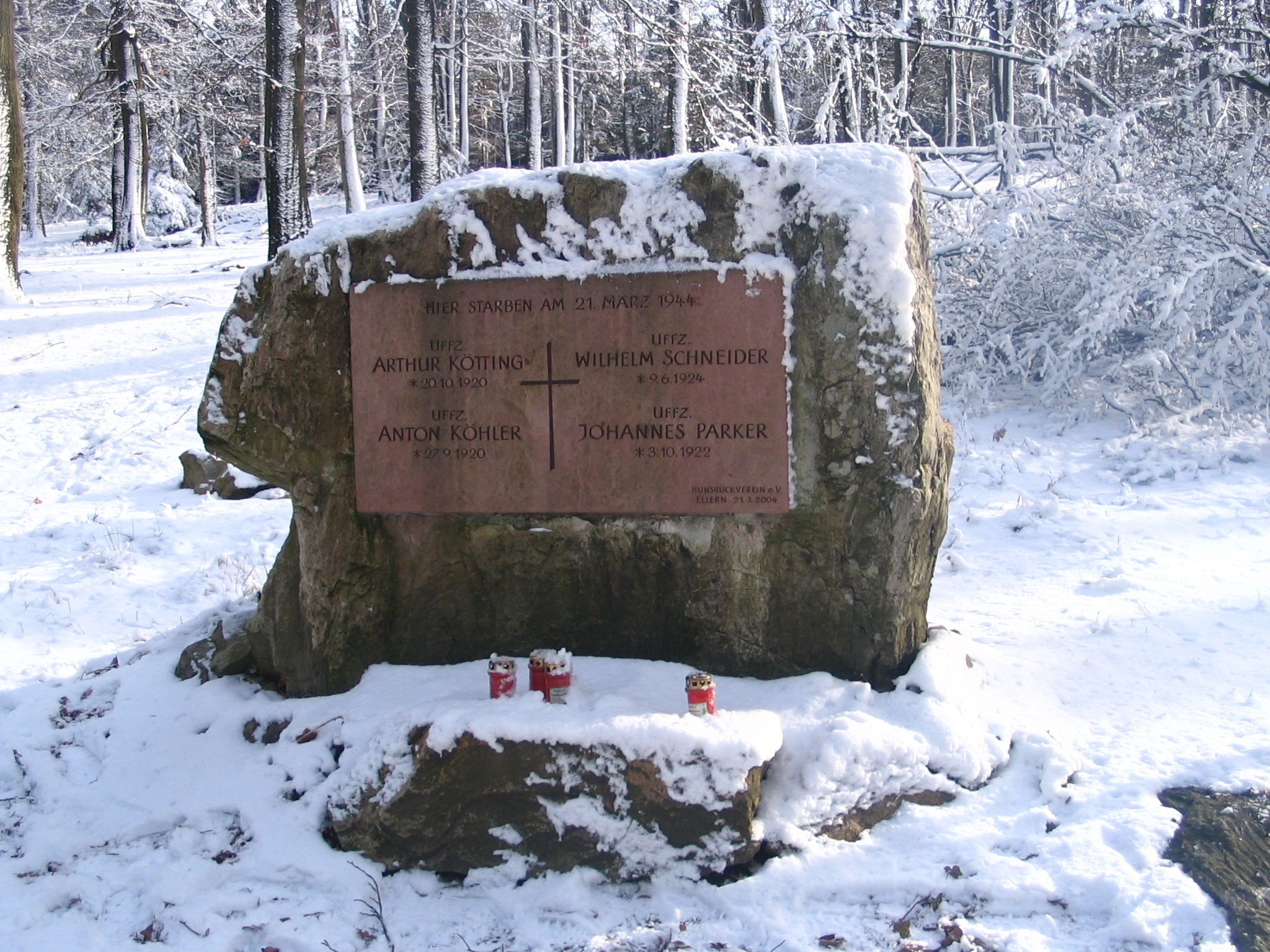